# Конвой № 3101/3001
Конвой № 3101/3001 — японський конвой часів Другої світової війни, проведення якого відбувалось у листопаді 1943 року.
Пунктом призначення конвою був атол Трук (Чуук) у центральній частині Каролінських островів, де ще до війни створили потужну базу японського ВМФ, з якої до лютого 1944 року провадились операції у цілому ряді архіпелагів. Вихідним пунктом став розташований у Токійській затоці порт Йокосука (саме звідси традиційно вирушала більшість конвоїв на Трук).
До складу конвою увійшли транспорти «Муко-Мару», «Хідака-Мару», «Тайкоку-Мару», «Нанкай-Мару № 2», «Хагуро-Мару», «Сібазоно-Мару» та «Коней-Мару». Охорону забезпечували есмінці «Асанагі» та «Інадзума» і переобладнаний канонерський човен «Чоан-Мару № 2».
1 (за іншими даними — 3) листопада 1943 року конвой вийшов з Токійської затоки та попрямував на південь. 5 листопада він зайшов на острів Тітідзіма (архіпелаг Оґасавара), де провів певний час перед тим як рушити далі. При цьому «Асанагі» супроводжував № 3101 лише до Тітідзіми, але 10 листопада в районі за 350 км на північний захід від Труку охорону конвою підсилив допоміжний тральщик Wa-6.
Незадовго до завершення 12 листопада 1943 року в районі за 170 км на північний схід від Труку американський підводний човен USS Thresher дав трьохторпедний залп та зміг поцілити «Муко-Мару». Уражений транспорт затонув, загинуло 18 членів екіпажу.
У якийсь момент переходу конвой розділився на два загони. Один із них, що отримав позначення «Конвой № 3001», прибув на Трук вранці 13 листопада у складі «Хідака-Мару», «Тайкоку-Мару» та «Нанкай-Мару № 2» (є відомості, що його супроводжував есмінець «Ікадзучі»; утім, за іншими даними, він 13 листопада вийшов із Йокосуки з конвоєм № 3113). Другий загін із «Хагуро-Мару», «Сібазоно-Мару» та «Коней-Мару» під охороною «Інадзума» та «Чоан-Мару № 2» досягнув Труку 14 листопада.